# Who Do You Love Now?
"Who Do You Love Now?" er en trance-sang af den australske sanger Dannii Minogue med den hollandske DJ Riva.

## Udgivelse
Sangen blev oprindeligt udgivet kun som single men blev senere inkludert på Minogues album Neon Nights (2003). Sangen blev produceret av Riva og udgivet som albummets første single i november 2001.

## Listplaceringer
I Storbritannien nåede sangen tredjeplatsen på UK Singles Chart, den Top 20 i Australien og Canada, og den Top 30 i Sverige. I USA blev sangen også vellykket og nåede førstepladsen på Billboard (Hot Dance Club Play).

## Formater og sporliste
Britisk Cd-single
1. "Who Do You Love Now?" (Radio version) – 3:26
2. "Who Do You Love Now?" (Monoboy Edit) – 5:49
3. "Who Do You Love Now?" (Larry Lush Ambient Remix) – 7:15
4. "Who Do You Love Now?" (Music video)

Vinyl-single
1. "Who Do You Love Now?" (Extended vocal version) – 5:12
2. "Who Do You Love Now?" (Original Mix aka "Stringer") – 6:27
3. "Who Do You Love Now?" (Tall Paul Remix) – 7:19

Hollandsk Cd-single
1. "Who Do You Love Now?" (Radio Edit) – 3:53
2. "Who Do You Love Now?" (Extended vocal) – 5:12
3. "Who Do You Love Now?" (Original Mix) – 6:27
4. "Who Do You Love Now?" (Riva's Bora Bora Mix) – 8:12
5. "Who Do You Love Now?" (Riva's Bora Bora Instrumental) – 8:12
6. "Who Do You Love Now?" (Rhythm Junkies Mix) – 7:49
7. "Who Do You Love Now?" (Tall Paul Mix) – 7:19
8. "Who Do You Love Now?" (Pablo Gargano Mix) – 8:29
9. "Who Do You Love Now?" (Larry Lush Ambient Mix) – 7:15

## Hitlister
| Hitliste (2001)                   | Placering |
| --------------------------------- | --------- |
| Australien (ARIA Charts)          | 15        |
| Østrig (Ö3 Austria Top 40)        | 21        |
| Belgien (Ultratop Flandern)       | 10        |
| Belgien (Ultratop Vallonien)      | 48        |
| Danmark (Tracklisten)             | 13        |
| Nederlandene (Dutch Top 40)       | 26        |
| Finland (Suomen virallinen lista) | 14        |
| Tyskland (Media Control Charts)   | 14        |
| Irland (Irish Singles Chart)      | 20        |
| Rumænien (Romanian Top 100)       | 14        |
| Spanien (PROMUSICAE)              | 18        |
| Sverige (Sverigetopplistan)       | 25        |
| Schweiz (Schweizer Hitparade)     | 35        |
| Storbritannien (UK Singles Chart) | 3         |
| Storbritannien (UK Dance Chart)   | 1         |